# زن ۲۴ ساعته
زن ۲۴ ساعته (به انگلیسی: The 24 Hour Woman) فیلمی محصول سال ۱۹۹۹ و به کارگردانی نانسی ساووکا است. در این فیلم بازیگرانی همچون رزی پرز، ماریان ژان-بتیست، پتی لوپن، کارن دافی، دیه‌گو سرانو، وندل پیرس، ملیسا لیو، آیدا تورتورو، روسانا دسوتو، کریس کوپر و جری اسپرینگر ایفای نقش کرده‌اند.